# Kazachstan na Zimowych Igrzyskach Paraolimpijskich 2010
Kazachstan na Zimowych Igrzyskach Paraolimpijskich 2010 reprezentował jeden zawodnik, startujący w biegach narciarskich.

## Kadra

### Biegi narciarskie
- Oleg Sysolatin